# داستان زندگی هوپ
بزرگ کردن هوپ (انگلیسی: Raising Hope) (نام انگلیسی هم معنی بزرگ کردن هوپ (نام نوزاد) را می دهد هم به معنی ایجاد امید است .(Hope = امید)) یک سریال کمدی موقعیت است که نخستین بار در ۲۱ سپتامبر ۲۰۱۰ پخش شد، این سریال توسط شبکه فارسی زبان فارسی ۱ نمایش داده شد.

## چکیده داستان
جیمز یا جیمی شانس ۲۴ ساله با پدر و مادرش ویرجینیا و برت زندگی می کند، و با شغلهای عجیبی زندگی را می گذراند. زندگی او وقتی به طرز چشمگیری تغییر می کند که خود را ناچار به بزرگ کردن دختر چند ماهه اش، هوپ، که نتیجه یک رابطه یک شبه با یک زن قاتل زنجیره ای بوده، می بیند. 